# Konkurrenz (Ökologie)
Wenn Lebewesen die gleiche begrenzte Ressource nutzen und sich dadurch wechselseitig beeinträchtigen, stehen sie zueinander in Konkurrenz.
Auf überindividueller Ebene konkurrieren Populationen bzw. Arten, nach Ansicht einiger weniger Autoren auch Biozönosen bzw. Ökosysteme als Ganze.
Bezogen auf Arten (Spezies) unterscheidet man zwischen
- intraspezifischer Konkurrenz, (wird auch als innerartliche Konkurrenz bezeichnet) das ist Konkurrenz innerhalb einer Art oder Population und
- interspezifischer Konkurrenz, (wird auch als zwischenartliche Konkurrenz bezeichnet) das ist Konkurrenz zwischen Lebewesen verschiedener Arten.

Konkurrenz gilt in der Populationsbiologie weithin als wichtiger Faktor dichteabhängiger Regulation von Populationsdichten, in der Evolutionsbiologie und Theorie ökologischer Gesellschaften als Selektionsfaktor.
Das ökologische Konkurrenzausschlussprinzip postuliert, dass Arten mit identischer oder sehr ähnlicher ökologischer Nische nicht dauerhaft koexistieren können.

## Mathematische Modellierung der Konkurrenz
Das am weitesten verbreitete mathematische Modell der Konkurrenz ist das Lotka-Volterra-Modell (aufgestellt von Vito Volterra 1926 und Alfred J. Lotka 1932). Es ist eine Weiterentwicklung der logistischen Funktion. Das Modell berücksichtigt sowohl intra- als auch interspezifische Konkurrenz.
Die Kombination beider Situationen wird mit Populationsdichte von Art 1 = x und Populationsdichte von Art 2 = y  meist formuliert als:
{\displaystyle {\frac {\mathrm {d} x}{\mathrm {d} t}}=a_{1}x\left(1-{\frac {x+cy}{K_{1}}}\right)}
{\displaystyle {\frac {\mathrm {d} y}{\mathrm {d} t}}=a_{2}y\left(1-{\frac {y+dx}{K_{2}}}\right)}
Die Konstanten {\displaystyle a_{i},c,d,K_{i}}  geben in Reihenfolge an: intrinsische Wachstumsraten, Wechselwirkungskonstanten und Kapazitäten.
Zur Motivation und Interpretation des Gleichungssystems ist es hilfreich, sich den Fall einer isolierten Population deren Wachstum gemäß der logistischen Differentialgleichung abläuft, ins Gedächtnis zu rufen: Für x = 0 oder y = 0 erhält man im vorliegenden Modell wieder den bekannten Fall der intraspezifischen Konkurrenz, wie er durch die logistische Gleichung beschrieben wird. Der Fall zweier Spezies ergibt sich also durch direkte Verallgemeinerung des eindimensionalen Falls.
Mit dem Modell lässt sich wenig elegant rechnen. Übergang zu dimensionslosen Größen führt mit
{\displaystyle u_{1}:={\frac {x}{K_{1}}},u_{2}:={\frac {y}{K_{2}}},p_{1}:=c{\frac {K_{2}}{K_{1}}},p_{2}:=d{\frac {K_{1}}{K_{2}}},p_{3}:={\frac {a_{2}}{a_{1}}},r:=a_{1}t}
auf:
{\displaystyle {\frac {\mathrm {d} u_{1}}{\mathrm {d} r}}=u_{1}(1-u_{1}-p_{1}u_{2})}
{\displaystyle {\frac {\mathrm {d} u_{2}}{\mathrm {d} r}}=p_{3}u_{2}(1-p_{2}u_{1}-u_{2})}
In dieser Form treten die Eigenschaften des Modells klar sichtbar hervor.
Neben den drei trivialen Fixpunkten erhält man einen Fixpunkt bei:
{\displaystyle u_{1}^{*}={\frac {1-p_{1}}{1-p_{1}p_{2}}}}
{\displaystyle u_{2}^{*}={\frac {1-p_{2}}{1-p_{1}p_{2}}}}
Dieser Fixpunkt bildet ein stabiles Gleichgewicht zwischen Art x und Art y ab. In den anderen Fällen stirbt (dem Modell nach) entweder Art x oder Art y (oder beide) aus. Anders als im eindimensionalen Fall ist der Fixpunkt des Systems nicht in allen Parameterbereichen asymptotisch stabil. Es lassen sich Stabilitätsbedingungen beweisen, die darauf hinauslaufen, dass die innerartliche Konkurrenz stärker als interspezifische Konkurrenz wirkt. Nur in diesem Falle können also zwei Arten miteinander koexistieren (die Gültigkeit des Modells vorausgesetzt).
Dies ist die abstrakte Grundlage des bekannten Konkurrenzausschlussprinzips.
Genaueres dazu findet sich im unten verlinkten einführenden Text von John Maynard Smith.

## Konkurrenzausschluss und Koexistenz von Arten
Dem Lotka-Volterra Modell folgend, können zwei Arten nur miteinander koexistieren, wenn die Konkurrenzwirkung auf Individuen der eigenen Art (intraspezifisch) stärker ist als diejenige auf Individuen einer anderen Art (interspezifisch). Ist die Konkurrenz asymmetrisch, so dass Individuen der einen Art stärker auf Individuen der anderen Art einwirken als auf Artgenossen, würde der schwächere Konkurrent unweigerlich verdrängt. Beispielsweise kann eine Pflanzenart eine andere von einem Standort verdrängen, weil sie höher wächst und die andere ausschattet, d. h., sie ist in der Konkurrenz um Licht konkurrenzüberlegen. Übersetzt in die Sprache der Nischentheorie: Die fundamentale Nische der zweiten Art wird vollständig von derjenigen der ersten Art überlappt. Der schwache Konkurrent (die zweite Art) hat in Gegenwart des starken Konkurrenten (der ersten Art) keine realisierte Nische mehr und stirbt daher aus. Dies bedeutet Konkurrenzausschluss.
In der ökologischen Feldforschung ist das Fehlen einer realisierten Nische und damit vollständiger Konkurrenzausschluss letztlich niemals beweisbar. Es kann immer sein, dass bei Einbeziehung eines bisher vernachlässigten oder eines noch unbekannten Faktors entweder ein konkurrenzfreier Raum (d. h. z. B. ein Standort der unterlegenen Pflanzenart, den der überlegene Konkurrent physiologisch bedingt nicht besiedeln kann) besteht, oder dass dann die schwächere Art (ganz oder teilweise) an Konkurrenzkraft gewinnt, so dass die Annahmen des bestehenden Lotka-Volterra Modells unter diesen Randbedingungen nicht mehr zutreffen (Beispiel: Die schwächer wüchsige Art kann bei Wasser- oder Nährstoffmangel besser wüchsig und damit hier konkurrenzüberlegen sein).
Generell scheint es in der Ökologie sehr viele Fälle zu geben, in denen zwei Arten miteinander koexistieren, obwohl eine von ihnen (vermeintlich oder tatsächlich) konkurrenzüberlegen ist. Diese Fälle sind für die ökologische Theorie jeweils eine Herausforderung, weil ein erklärender Faktor gefunden werden muss. Möglich sind beispielsweise folgende Faktoren:
- Die beiden Arten stehen tatsächlich nicht oder nur kaum in Konkurrenz zueinander, weil sie beide ihre (Lebensraum-)Kapazität K nicht ausschöpfen können, d. h., zu selten bleiben.
- Die konkurrenzunterlegene Art ist schneller beim Besiedeln neuer, frei werdender Lebensräume (Strategie einer „Pionierart“).
- Die Umweltbedingungen schwanken in einer Weise, dass beide Arten abwechselnd konkurrenzüberlegen sind (wobei dann die Zeit zum Konkurrenzausschluss nicht ausreichen darf!).
- Beide Arten „gehen sich aus dem Weg“. Mathematisch bedeutet das: Sie haben aggregierte (oder geklumpte) Verteilungsmuster über unterschiedliche Mikrohabitate (häufig engl. als „patches“ bezeichnet). Damit wird die effektive Konkurrenzstärke entscheidend herabgesetzt.

Fast allen diesen Strategien und Fällen ist gemeinsam, dass der Gleichgewichtsfall des Modells nicht erreicht wird. Meist ist die Zeit, die die konkurrenzüberlegene Art zum Verdrängen ihres Konkurrenten benötigen würde, nicht ausreichend.
Zusätzlich zu den oben geschilderten Fällen kann es allerdings vorkommen, dass zwei Arten in Konkurrenz zueinander stehen, obwohl sie keinerlei Kontakt haben und unter Umständen völlig unterschiedliche Nischen besetzen. Dies ist zum Beispiel der Fall, wenn beide Arten von demselben Räuber gejagt werden. Der Räuber hat im Prinzip freie Wahl zwischen seinen Beuteobjekten. Möglicherweise bevorzugt er aber eine Art, oder eine der Arten besitzt eine Strategie oder Anpassung, um den Räuber zu vermeiden. Bildlich gesprochen konkurrieren nun die Beutearten um „feindfreien Raum“. Dieser Fall wird als „apparente Konkurrenz“ bezeichnet.

### Beispiel für Koexistenz
In der Gezeitenzone von Felsküsten kommen Tiere mit stark überlappender Nische vor: Miesmuscheln (Mytilus californianus), Käferschnecken, Napfschnecken, Seepocken und Entenmuscheln. Diese weidenden und filtrierenden Arten dienen dem Seestern (Pisaster ochraceus) als Nahrung. Entfernt man im Experiment alle Exemplare des Seesterns in einem Areal, reduziert sich die Zahl der ursprünglichen Arten auf eine bis zwei. Die Erklärung dafür besteht darin, dass ein Räuber die Dichte der überlegenen Konkurrenten niedrig hält und dadurch die Konkurrenz für die unterlegenen Arten mindert und dadurch deren Fortbestand sichert.

## Koexistenz unterschiedlich konkurrenzstarker Individuen innerhalb einer Art
Die Individuen einer Art besitzen unterschiedliche Fitness bei der Konkurrenz mit Artgenossen. Dies scheint zunächst im Rahmen der Evolutionstheorie erstaunlich, da man erwarten könnte, dass sich die konkurrenzstärksten durchsetzen müssten. Erklärt wird die hohe Variabilität der Konkurrenzstärke durch inhärente Nachteile (Trade-offs) dieser Strategie. Konkurrenzstarke Individuen investieren knappe Ressourcen in Strukturen und Organe für den Konkurrenzkampf, die sie auch anders nutzen könnten, zum Beispiel, um direkt die Zahl der Nachkommen zu erhöhen. Nach einem mathematischen Modell kann es, je nach Stärke der Parameter, zu einem stabilen Gleichgewicht von individuellen Genotypen mit unterschiedlicher Investition in ihre Konkurrenzstärke kommen. In anderen Wertebereichen käme es zu zyklischen Schwankungen, die denen die konkurrenzstärkeren abwechselnd häufiger und seltener werden; diese können in unterschiedlichen Gebieten in unterschiedlicher Phase ablaufen. Im Falle von Merkmalen zur Konkurrenzsteigerung bei sexueller Selektion kann eine bestimmte Kombination von Merkmalen (etwa eine Präferenz von Weibchen für konkurrenzstarke Männchen in bestimmter Höhe) dazu führen, dass Vorteile aufgrund sexueller Selektion zu Nachteilen bei der allgemeinen natürlichen Selektion führen, wodurch Arten unter Umständen sogar aussterben könnten (evolutionärer Selbstmord).

## Konkurrenzsituationen
- Nahrungskonkurrenz  → Konkurrenz über der Erde um z. B. Licht; unter der Erde um Wasser und Ionen.
- Paarungspartner (meistens konkurrieren die Männchen um die Weibchen; nur intraspezifisch)